# 尼泊爾專區列表
直到2015年成立了七个新省份之前，尼泊尔分为14个行政区（尼泊尔语：अञ्चल；anchal）和77个县（尼泊尔语：जिल्ला；jillā）。这14个行政区被分为五个發展區（尼泊尔语：विकास क्षेत्र；vikās kṣetra）。每个县由一名首席县官（CDO）领导，负责维护法律和秩序，并协调各个政府部门的现场机构的工作。
从东到西：
- 东部开发区：
  - 梅吉專區，以梅吉河命名
  - 戈希專區，因戈西河而得名
  - 萨加玛塔專區，以萨加玛塔（珠穆朗玛峰）命名
- 中部开发区：
  - 賈納克布爾專區，以其首府城市命名
  - 巴格馬蒂專區，以巴格马蒂河命名
  - 納拉亞尼專區，以纳拉亚尼（甘达基下游）河命名
- 西部发展区：
  - 甘达基专区，以甘達基河命名
  - 藍毗尼專區，因朝圣地，释迦牟尼的出生地藍毗尼而得名
  - 道拉吉里专区，以道拉吉里峰命名
- 中西部开发区：
  - 拉布蒂專區，以西拉普蒂河命名
  - 格爾納利專區，以加格拉河命名
  - 佩里專區，以贝里河命名
- 远西部开发区：
  - 塞蒂專區，以塞蒂河命名
  - 馬哈卡利專區，以夏達河命名

## 相關資料
- 尼泊尔发展区（前）
- 尼泊尔地区列表
- 尼泊尔村庄发展委员会名单（前）
- ISO 3166-2:NP

## 附註
- （页面存档备份，存于）